# Slavrevolten i New York 1712
Slavrevolten i New York 1712 ('New York Slave Revolt of 1712') var ett slavuppror i staden New York i den brittiska kolonin New York i april 1712. 
Upproret bröt ut sedan slavhandeln hade ökat och slavarnas levnadsvillkor hade försämrats i New York sedan England övertagit kolonin från Nederländerna 1664. Natten 6 april 1712 tände en grupp slavar eld på en byggnad i staden och dödade nio vita och skadade ytterligare sex innan de tillfångatogs och upproret nedslogs. 70 slavar arresterades och fängslades, 27 ställdes inför rätta och 21 dömdes och avrättades. 20 avrättades genom bränning på bål och en genom stegling.

### Fotnoter
1. ↑  Pencak, William (July 15, 2011). Historical Dictionary of Colonial America. Scarecrow Press. p. 161. ISBN 9780810855878.